# Gmina Bolesławiec (Dolnoslezské vojvodství)
Gmina Bolesławiec je polská vesnická gmina v okrese Bolesławiec v Dolnoslezském vojvodství. Sídlem gminy je město Bolesławiec, které však není její součástí, ale tvoří samostatnou městskou gminu. V roce 2010 zde celkem žilo 13 260 obyvatel.
Gmina má rozlohu 288,49 km² a zabírá 22,17% rozlohy okresu. Skládá se z 29 starostenství.

## Starostenství
Bolesławice, Bożejowice-Rakowice, Brzeźnik, Chościszowice, Dąbrowa Bolesławiecka, Dobra, Golnice, Kozłów, Kraszowice, Kraśnik Dolny, Kraśnik Górny, Krępnica, Kruszyn, Lipiany, Łaziska, Łąka, Mierzwin, Nowa, Nowa Wieś, Nowe Jaroszowice, Ocice, Otok, Parkoszów, Stara Oleszna, Stare Jaroszowice, Suszki, Trzebień, Trzebień Mały, Żeliszów